# Pogoń Lębork

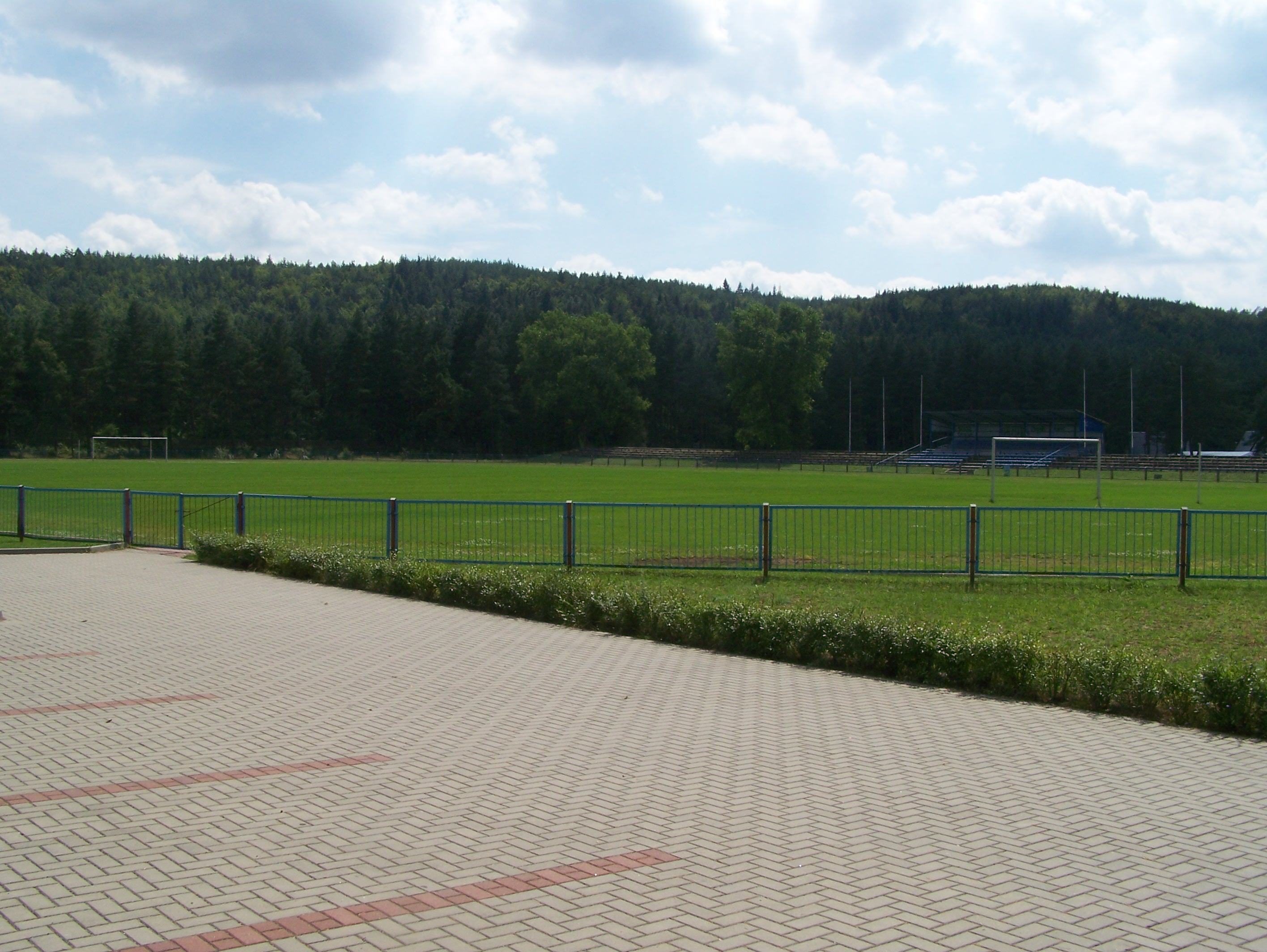
Główne boisko na stadionie w Lęborku

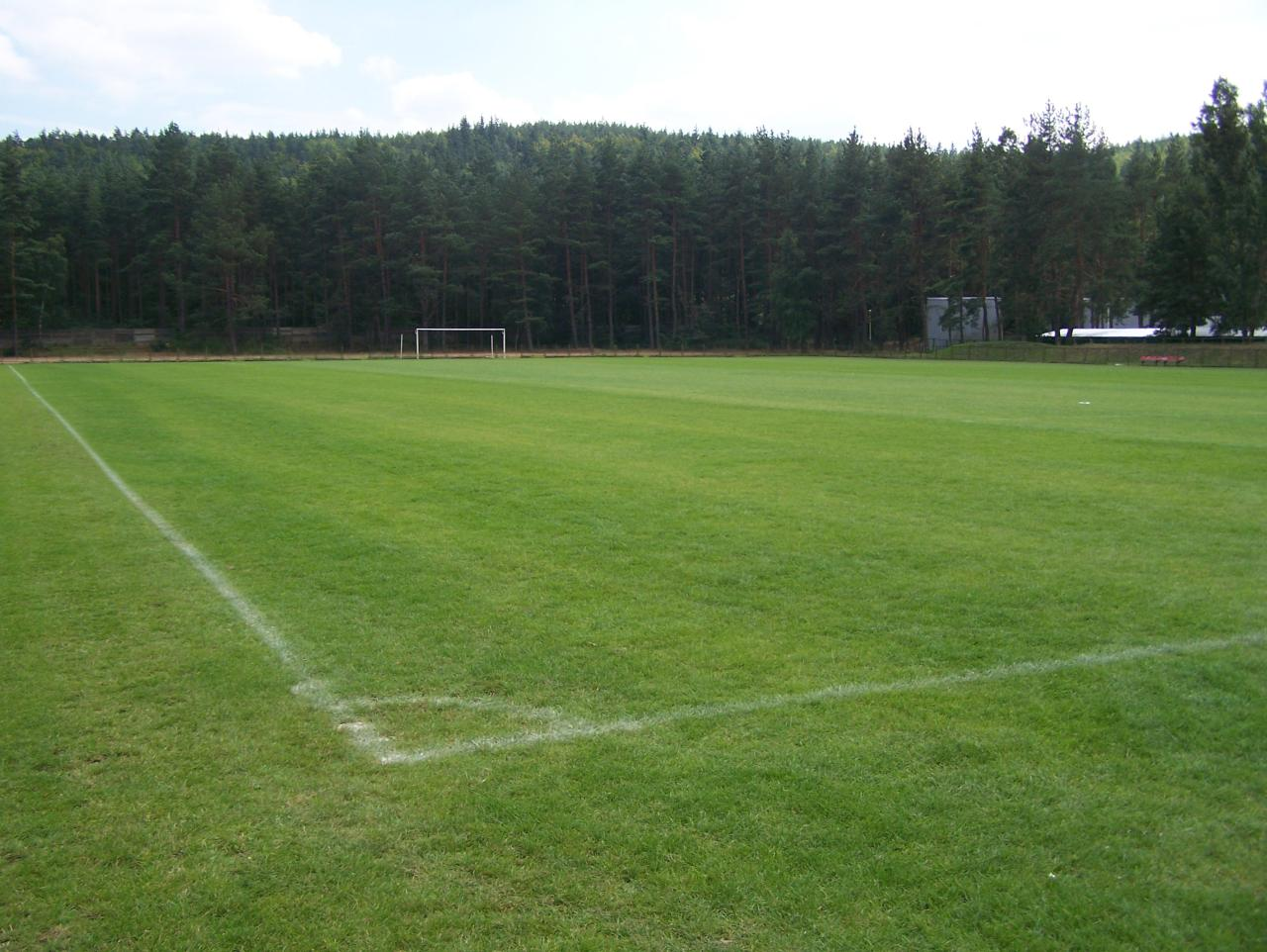
Boczne boisko na stadionie w Lęborku

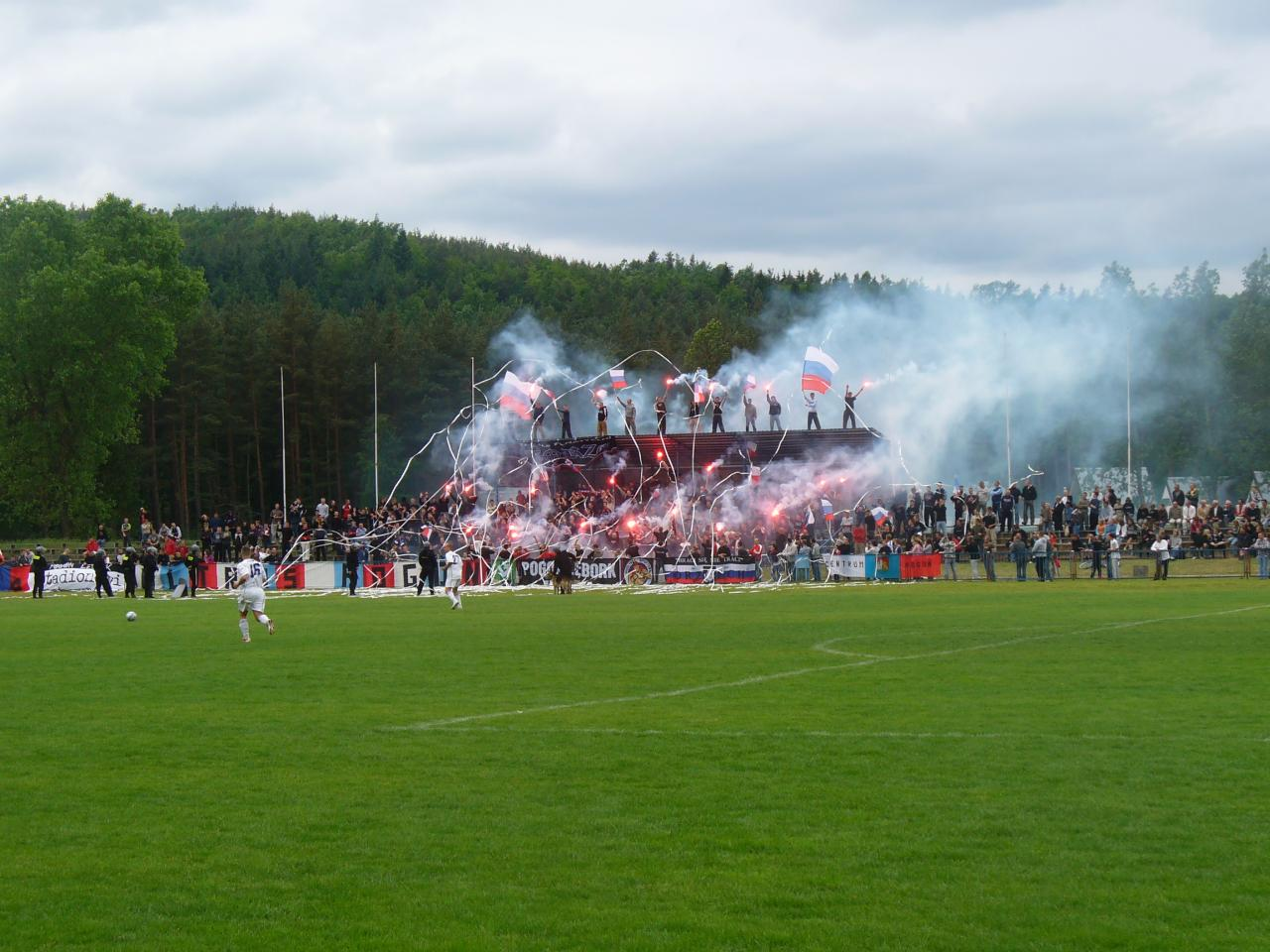
Kibice Pogoni Lębork

Pogoń Lębork (Lęborski Klub Sportowy Pogoń Lębork) – klub sportowy z Lęborka, założony 4 lipca 1945, obecnie grający w IV lidze pomorskiej.

## Historia
Pierwszym klubem sportowym w Lęborku, a podobno również i na Ziemiach Odzyskanych północno-zachodnich, była dzisiejsza "Pogoń". Za oficjalną datę powstania klubu przyjęto dzień 4 lipca 1945 r. Klub posiadał wówczas tylko sekcję piłki nożnej. W późniejszym czasie organizowano przy klubie inne sekcje w miarę zainteresowań członków klubu. W 1948 r. na walnym zebraniu klubu wybrano nowe władze z prezesem Wincentym Zduńskim na czele. W 1956 roku klub przechodzi ogromny kryzys finansowy i w r.1957 dochodzi do zawieszenia działalności klubu. Działacze i sportowcy jednak się nie poddają. W 1959 po dwuletniej przerwie działalność zostaje reaktywowana, a na czele Zarządu staje Zygmunt Zborowski. W latach 50. w Lęborku działa konkurencyjny Klub Sportowy "Gwardia" zlokalizowany przy miejscowej jednostce WOP-u. W 1961 r. dochodzi do fuzji miejscowych klubów i nowo powstały klub przyjmuje nazwę: Lęborski Klub Sportowy "Pogoń" Lębork.
- 4 lipca 1945 – zorganizowano pierwszy mecz pomiędzy reprezentacją zespołu Lęborka i stacjonującą w mieście jednostką Armii Radzieckiej; spotkanie zakończyło się zwycięstwem zespołu lęborskiego w stosunku 5:1

- 4 sierpnia 1945 – powstał klub KKS Kolejarz Lębork

- 15 sierpnia 1945 – pierwszy mecz z zespołem cywilnym KKS GROM z Gdyni, który zakończył się w stosunku 10:0

- 1 września 1946 – pierwszy mecz w rozgrywkach okręgu gdańskiego, remis z KS Puck 2:2

- 16 kwietnia 1948 – zmiana nazwy klubu na KS Wicher, większość piłkarzy przeszło do nowo powstałego w Lęborku klubu "Gwardia"

- 1956–1958 – przerwa w działalności klubu

- 18 lutego 1958 – wznowienie działalności

- 15 września 1960 – fuzja klubów działających na terenie Lęborka: KS Kolejarz, WCKS Gwardia i KS Sparta; powstały klub otrzymał nazwę Lęborskiego Klubu Sportowego "Pogoń"

- 1 maja 1995 – 50-lecie klubu, odbył się mecz piłkarskich oldbojów miejscowego klubu z trójmiejskimi rówieśnikami

- 4 lipca 2010 – 65-lecie klubu, rozegrano mecz przyjaźni z Bałtykiem Gdynia

## Największe sukcesy
- 1947 – zdobycie wicemistrzostwa Ziemi Kaszubskiej

- 1955 – awans do ligi międzywojewódzkiej (III liga)

- 1961 – awans do III ligi

- 1974 – awans do ligi okręgowej (okręg gdański)

- 1979 – awans do III ligi

- 1994 – awans do finału Pucharu Polski szczebla wojewódzkiego, porażka w Ustce z „Gryfem” Słupsk 0:1

- 1996 – zajęcie III miejsca w rozgrywkach III ligi „Pomorze” i awans do II rundy rozgrywek o Puchar Polski szczebla centralnego

- 1999 – awans do III ligi Warszawsko-Mazursko-Pomorskiej

## Trenerzy
- Andrzej Brendler
- Arkadiusz Gaffka
- R. Górny
- R. Hautun
- Andrzej Kaufman
- Piotr Klecha
- Andrzej Małecki
- Alfons Pomirski
- Waldemar Walkusz - Obecny Trener
- Z. Zborowski
- Roman Rubaj
- Marian Dziecielski
- Sobiesław Przybylski